# 三波豊和
三波 豊和（みなみ とよかず、1955年〈昭和30年〉8月10日 - ）は、日本の俳優・タレント。本名：北詰 豊和（きたづめ とよかず）。
東京都中野区出身。青年座映画放送所属。以前はホリプロや太田プロダクションに所属していた。
演歌歌手・浪曲師の三波春夫（本名：北詰文司）の長男。
小学校から高校までの12年間を暁星学園で過ごし、慶應義塾大学文学部史学科国史専攻卒業。日本舞踊名取（藤間勘豊）。

## 来歴・人物
1965年、歌舞伎座「三波春夫特別公演」で初舞台に立った。これ以降も親子で「三波春夫特別公演」に出演を果たしている。
1976年に、『青春よ翔べ』で歌手としてデビュー。20代前半は歌手としても活動していたが、その後は俳優・タレントとしての活動がメインとなる。
デビュー曲のキャンペーンで全国を回り、「500円を頂いて、レコードにサインをして手渡しするありがたさは大変だと感じた」という。
2005年6月22日には、愛知万博の開催に合わせ、お笑い芸人のキャイ〜ンとのデュエットで父・三波春夫の「世界の国からこんにちは」をカバーした「世界の国からこんにちは2005」をリリースする。
自身の好きなゴルフ（ハンディキャップ 9）を始め、テニス・スキー・水泳・乗馬・ダイビング・ボウリング・ビリヤードなど、スポーツを中心に多彩な趣味を持っている。
鉄道ファンとしても知られており、鉄道模型にも造詣が深い人物である。NHK教育テレビの『趣味悠々』水曜日の放送で、2007年2月7日から3月28日まで「ようこそ!鉄道模型の世界へ レイアウト制作入門」の司会を務めた。また、コミュニティサイトのトレイン・トレインの掲示板にも自己紹介トピックで書き込みを行っている。
テレビに出演する際の衣装として、ヨネックス製のゴルフウェアなどを着用する頻度が高い。これは父がヨネックス会長の米山稔と同郷の幼馴染みで親交があった縁もあり、同社関連の宣伝イベント出演なども多い。
歌舞伎役者の18代目中村勘三郎は小学校時代からの親友同士である。暁星小学校時代はクラスメイトであり、互いの家に遊びに行く仲だった。
竹内まりやとは慶応大学時代の同期であり、歌手活動を行っていた際には共演もしている。また、夫である山下達郎は豊和の父である三波春夫のファンであり、洋楽の傍ら「チャンチキおけさ」をよく歌っている。
2013年10月13日放送の『カラオケ★バトル 芸能界No.1決定戦3』（テレビ東京）に出場して決勝戦まで進出し、優勝を果たしている。

## 出演

### テレビドラマ
- 空ゆく雲（1967年1月3日、NHK総合）
- 少女探偵スーパーW（1979年、TBS） - 蜂須賀刑事
- 吉宗評判記 暴れん坊将軍 第117話「虎に喰われた悪い奴」（1980年、テレビ朝日 / 東映） - 清次
- ぬかるみの女（1980年、東海テレビ） - 正和
- 続・ぬかるみの女（1981年、東海テレビ） - 正和
- 先生は一年生（1981年、日本テレビ） - 森岡
- 意地悪ばあさん（1981年 - 1983年、フジテレビ） - 万年浪夫
- 悪女の招待状（1982年、テレビ朝日）
- 銭形平次 第882話「十手が泣いている」 （1984年、フジテレビ / 東映） - 半次
- 月曜ドラマランド（フジテレビ）
  - 「長谷川町子の意地悪クッキー」（1983年）
  - 「あんみつ姫」（小泉今日子版）※第1作・第2作（1983年）
  - 「とことこトッコ姫」（1985年）
  - 「看護婦アカデミー」（1987年）
- 月曜ワイド劇場（テレビ朝日）
  - 「妻たちの復讐」（1983年）
  - 「非行心療室」（1984年）
- 時代劇スペシャル 「松本清張の西海道談綺」（1983年、テレビ西日本 / フジテレビ / 国際放映） - 嘉助
- ことしの牡丹はよいぼたん（1983年、フジテレビ）
- サザエさんVS意地悪ばあさんVSいじわる看護婦（1984年）
- 月曜スター劇場「婦警候補生物語」（1985年、日本テレビ）
- 寝台特急「はやぶさ」1/60の壁（1986年、TBS）
- わたしの可愛いひと（1986年、フジテレビ）
- 女は遊べ物語（1987年、名古屋テレビ）
- なかなか!ドジラんぐ（1987年、テレビ朝日） - 大田原晋作
- 順送りの恋人（1988年、TBS）
- お待たせ!必殺ワイド（1988年、朝日放送） - 近江屋世之介
- 大岡越前 第11部 第21話「奉行の母は大べら棒」（1990年9月10日、TBS / C.A.L） - 多吉
- 将軍家光忍び旅（1990年 - 1992年、テレビ朝日） - 一心太助
- 銭形平次（1990年 - 1998年、フジテレビ） - 八五郎
- 忠臣蔵 風の巻・雲の巻（1991年、フジテレビ）
- 暴れん坊将軍IV 第18話「鬼を退治の夫婦饅頭」（1991年、テレビ朝日 / 東映） - 佐吉
- かりん（1993年、NHK総合） - 本間二郎
- 忍ばずの女（1994年、TBS）
- はぐれ刑事純情派（テレビ朝日 / 東映）
  - 第10シリーズ 第5話「名刺強盗!? 消えた妊婦!」（1997年）
  - 第11シリーズ 第21話「親孝行殺人!? どケチな女！」（1999年）‐ 久保幸二
  - 第14シリーズ 第1話「安浦刑事を愛した女 東京〜倉敷〜瀬戸内、空白の28年…危険な再会！」（2001年）‐ 間秀夫
  - 第15シリーズ 第13話「死を呼ぶ恋人ごっこ！ 川辺課長が殺人！？」（2002年）- 菊池健吾
  - 第16シリーズ 第1話「安浦刑事、怒りの大捜査線娘の恋人・山岡刑事、殉職す！」（2003年）- 松島邦夫
- 土曜ワイド劇場（テレビ朝日）
  - 「牟田刑事官事件ファイル 25・洞爺湖温泉に泊った女」（1998年） - 片山良二
  - 「洞爺湖殺人事件 寝台特急「北斗星」への招待状」（1990年）
  - 「ショカツの女〜新宿西署・刑事課強行犯係4」（2010年4月17日） - 武井静夫
  - 「終着駅シリーズ25・途中下車する女」（2011年9月24日） - 杉村巡査 役
- to Heart 〜恋して死にたい〜（1999年、TBS）
- ドラマ愛の詩「ズッコケ三人組」（1999年、NHK教育）
- 監察医・室生亜季子27（2000年、日本テレビ） - 山岡プロデューサー
- ネバーランド（2001年、TBS） - 島田
- サラリーマン金太郎3（2002年、TBS）
- 御宿かわせみ（2003年、NHK総合）
- 火曜サスペンス劇場 緊急救命病院 1〜3（2003年 - 2005年、日本テレビ）
- エ・アロール（2003年、TBS）
- 水戸黄門（TBS） - よろず屋の千太 役
  - 第33部 - 第35部（2004年 - 2006年）
- こちら本池上署（2004年、TBS） - 中尾健一
- 女系家族（2005年、TBS）
- ですよねぇ。（2006年、TBS）
- 水曜ミステリー9（テレビ東京）
  - 「監察医・篠宮葉月 死体は語る7」（2006年） - 紺野正治
  - 「警察署長・たそがれ正治郎4」（2007年） - 平伝助
  - 「湯けむりドクター華岡万里子の温泉事件簿5」（2011年） - 栗田丸男
- 土曜時代劇 オトコマエ! 第4話（2008年、NHK総合） - 南町奉行所・与力
- 月曜ゴールデン「弁護士 一之瀬凛子3」（2010年12月6日、TBS） - 土井川警部
- 相棒 Season20 第7話（2021年11月24日、テレビ朝日 / 東映） - 笹沼敏夫
- おひとり様ゴルフ（2023年3月15日、テレビ東京） - 常連客

### 映画
- みんなあげちゃう♡（1985年、にっかつ）- 花形
- 恐怖のヤッちゃん（1987年、東映）- ケーブルテレビ番組司会者・中真田

### バラエティ・教養
- お笑いマンガ道場（中京テレビ）[8]
- モーニングEye（TBS）
- 世界一受けたい授業（日本テレビ）[9]
- 趣味悠々（NHK教育）
  - 「ようこそ!鉄道模型の世界へ〜レイアウト製作入門〜」（2007年） - 生徒・進行役
  - 「鉄道模型でつくる思い出の風景〜Nゲージ・レイアウト制作入門〜」（2008年） - 生徒・進行役
- 午後は○○おもいッきりテレビ（日本テレビ）
- スターゴルフマッチⅢ（ゴルフネットワーク）- MC

### その他のテレビ番組
- 人形劇『新諸国物語より 紅孔雀』（1978年4月3日 - 1979年3月16日、NHK総合）- 小四郎
- プリンプリン物語（1979年 - 1982年、NHK総合）- ディレクター・ベベル
- おーい!はに丸（NHK教育）- 神田くん
- パソコンサンデー テレビ東京（制作：テレビ大阪）- 司会
- ふるさと・わが町ベスト10（中京テレビ）

### ラジオ番組
- キリンラジオ劇場 サイボーグ009（1979年1月29日 - 2月23日、 ニッポン放送）- 008 役
- ハロー!!ジャンボサタデー（1986年、 BSNラジオ）- パーソナリティ
- 三波豊和の歌うラジオ（2015年4月5日 - 2016年9月24日、 ラジオ日本）- メインパーソナリティ

### 舞台
- 名探偵ポワロ ブラックコーヒー アガサ・クリスティ原作（エルキュール・ポアロ、銀座博品館劇場/THEATRE1010 他）
- ありがとうと言いたくて〜椿山課長の七日間〜（2009年9月、三越劇場）- 椿山和明
- レ・ミゼラブル（2011年4月〜6月、帝国劇場）- テナルディエ
- 韓国オリジナルミュージカル「パルレ（洗濯）」（2012年）
- ミュージカル「ホンク！（みにくいアヒルの子）」（2014年4月、博品館劇場）
- G7（2025年4月、三越劇場）[10]

### 吹き替え
- 12人の怒れる男 評決の行方- 陪審員1番[11]

## ディスコグラフィー

### シングル
| #         | 発売日       | A/B面     | タイトル           | 作詞       | 作曲       | 編曲       | 規格品番  |
| CBSソニー | CBSソニー    | CBSソニー | CBSソニー          | CBSソニー  | CBSソニー  | CBSソニー  | CBSソニー |
| --------- | ------------ | --------- | ------------------ | ---------- | ---------- | ---------- | --------- |
| 1         | 1976年5月1日 | A面       | 青春よ翔べ         | 麻生香太郎 | 三木たかし | 三木たかし | SOLB-415  |
| 1         | 1976年5月1日 | B面       | 陽が昇る           | 麻生香太郎 | 三木たかし | 三木たかし | SOLB-415  |
| 2         | 1976年       | A面       | 俺たちの時代へ     | 麻生香太郎 | 三木たかし | 三木たかし | 06SH 59   |
| 2         | 1976年       | B面       | あゝ甲子園         | 麻生香太郎 | 三木たかし | 三木たかし | 06SH 59   |
| 3         | 1976年       | A面       | いつの日かあなたに | 麻生香太郎 | 三木たかし | 三木たかし | 06SH 101  |
| 3         | 1976年       | B面       | 久美子             | 麻生香太郎 | 三木たかし | 三木たかし | 06SH 101  |
| 4         | 1977年       | A面       | 青春のカタログ     | 阿木燿子   | 宇崎竜童   | 竜崎孝路   | 06SH 134  |
| 4         | 1977年       | B面       | うそのなる木       | 阿木燿子   | 宇崎竜童   | 竜崎孝路   | 06SH 134  |

| 2005年 | 世界の国からこんにちは2005 | 島田陽子 | 中村八大 | PCCA 70121 | EXPO 2005 AICHI JAPAN 愛・地球博公認ソング “愛・地球博”応援番組『万博キャイ～ン!』テーマ・ソング 三波豊和 & キャイ～ン名義 |

### アルバム

#### オリジナル・アルバム
| 枚        | 発売日          | タイトル           | 備考／規格品番 |
| CBSソニー | CBSソニー       | CBSソニー          | CBSソニー      |
| --------- | --------------- | ------------------ | -------------- |
| 1st       | 1976年          | 青春よ翔べ         | 25AH 56        |
| 2nd       | 1976年 12月21日 | いつの日かあなたに | 25AH 130       |

#### ベスト・アルバム
1. オール・ソングス・コレクション/三波豊和